# Euphorbia macgillivrayi
Euphorbia macgillivrayi es una especie de fanerógama perteneciente a la familia de las euforbiáceas.  Es originaria de Australia.

## Taxonomía
Euphorbia macgillivrayi fue descrita por  Pierre Edmond Boissier y publicado en Prodromus Systematis Naturalis Regni Vegetabilis 15(2): 26. 1862.
Etimología
Euphorbia: nombre genérico que deriva del médico griego del rey Juba II de Mauritania (52 a 50 a. C. - 23), Euphorbus, en su honor – o en alusión a su gran vientre –  ya que usaba médicamente Euphorbia resinifera. En 1753 Carlos Linneo asignó el nombre a todo el género.
macgillivrayi: epíteto otorgado en honor del botánico y zoólogo escocés Paul Howard MacGillivray (1834 - 1895),  quien emigró como médico a Melburne en 1855 donde realizó recolecta de animales y plantas.
Sinonimia
- Chamaesyce macgillivrayi (Boiss.) D.C.Hassall
- Euphorbia macgillivrayi var. pseudoserrulata Domin
- Euphorbia macgillivrayi var. yarrabensis Domin[5][1]